# Dirofilariasi
La dirofilariosi è una malattia parassitaria che colpisce il cane, il gatto (e altri canidi e felidi) e il furetto, sostenuta dagli adulti di nematodi appartenenti al genere Dirofilaria: Dirofilaria immitis e Dirofilaria repens. Gli adulti di Dirofilaria immitis si localizzano nelle arterie polmonari e a volte nell'atrio destro e nella vena cava inferiore (filariosi cardio-polmonare). Gli adulti di Dirofilaria repens si localizzano a livello sottocutaneo (filariosi sottocutanea).

## Patogenesi
Entrambe le forme adulte liberano  le forme larvali (microfilarie) direttamente nel circolo sanguigno, per essere ingerite poi dalle zanzare quando queste compiono il pasto di sangue. Le zanzare rappresentano l'ospite intermedio. In esse le forme larvali vivono a livello dell'apparato buccale, vanno incontro a due mute che portano alla formazione delle larve infestanti, trasmesse poi a un nuovo ospite definitivo durante il pasto di sangue della zanzara. Nell'ospite definitivo i parassiti vanno incontro a successive due mute e raggiungono la localizzazione definitiva. L'infestazione da Dirofilaria repens è scarsamente patogena e poco preoccupante. L'infestazione da Dirofilaria immitis è più pericolosa, a causa della localizzazione degli adulti (che raggiungono dimensioni notevoli), specie in presenza di numerosi parassiti. Le microfilarie sono apatogene, i parassiti adulti, invece, che raggiungono dimensioni notevoli, svolgono un'azione irritativa e ostruttiva a livello cardiaco, e un'azione tossica sul fegato.

## Sintomatologia
I principali sintomi sono stanchezza, tosse, dimagramento, edema polmonare, insufficienza cardiaca. Questi sintomi si aggravano ulteriormente se l'animale viene sottoposto a sforzi. Se non curata ha esiti spesso fatali.
In caso di bassa concentrazione di parassiti la parassitosi può essere anche asintomatica; per questo è importante svolgere regolarmente dei test di controllo. Il veterinario dovrebbe eseguire almeno una volta all'anno un esame a fresco su vetrino (osservazione del sangue per la ricerca di microfilarie). Questo test è semplice, veloce ed economico ma è un test efficace soprattutto in caso di grandi infestazioni. Per questo, nel caso si dovesse rivelare negativo, è  necessario eseguire anche un test sierologico (più costoso e lento).

## Terapia
Il trattamento contro i parassiti adulti è complesso e può essere causa di ulteriori complicanze, quali embolia polmonare, data dalla morte dei parassiti adulti.
Si ricorre alla profilassi effettuata tramite la somministrazione, nel periodo di trasmissione del parassita, di farmaci che impediscano lo sviluppo ad adulto delle forme larvali nell'ospite definitivo. Questi farmaci sono a disposizione sotto forma di compresse o tavolette da somministrare ogni 30 giorni nel periodo di presenza delle zanzare (sono ad effetto retroattivo, quindi vanno somministrati da un mese dopo la comparsa delle prime zanzare, fino ad un mese dopo la scomparsa delle ultime), o di iniezione da effettuarsi una volta all'anno, nel mese di comparsa delle zanzare. È da notare che il farmaco somministrato da alcuni veterinari con iniezioni da fare ogni mese non è registrato per cani e gatti ma solo per bovini e suini, tuttavia contiene lo stesso principio attivo delle tavolette menzionate prima.